# Broin
Broin – miejscowość i gmina we Francji, w regionie Burgundia-Franche-Comté, w departamencie Côte-d’Or.
Według danych na rok 2009 gminę zamieszkiwało 430 osób, a gęstość zaludnienia wynosiła 30 osób/km².